# 564
564 г. е била високосна година, започваща във вторник според юлиянския календар.